# Oracle Hyperion
Oracle Hyperion (ex Hyperion Solutions Corporation) è una software house Oracle acquisita per 3,3 miliardi di dollari nel 2007 dalla società statunitense Hyperion Solutions di Santa Clara (California), a sua volta nata dalla fusione, nel 1998, di Hyperion Software (ex IMRS) e Arbor Software, ed oggi una divisione della stessa Oracle.

## Prodotti
- Essbase
- Hyperion Intelligence and SQR Production Reporting (prodotti acquisiti nel 2003 controllando Brio Technology)
- Hyperion Enterprise
- Hyperion Planning
- Hyperion Strategic Finance
- Hyperion Financial Data Management
- Hyperion Enterprise Performance Management Architect
- Hyperion Financial Close Management
- Hyperion Disclosure Management
- Hyperion Performance Scorecard
- Hyperion Business Modelling
- Hyperion Financial Management
- Hyperion Master Data Management/Oracle Data Relationship Management
- Hyperion Financial Reporting
- Hyperion Web Analysis
- Hyperion SmartView
- Hyperion EPM Workspace
- Hyperion Profitability and Cost Management
- Hyperion System 9 BI+ (una combinazione di reporting interattivo, SQR, Analisi web, Reporting finanziario, EPM Workspace e SmartView)
- Hyperion Financial Data Quality Management (A cui ci si riferisce anche come FDM EE)
- Hyperion Tax Provision
- Planning Budgeting Cloud Service
- Enterprise Performance Reporting Cloud Service